# Homoneura tanganyikae
Homoneura tanganyikae är en tvåvingeart som beskrevs av Lindner 1956. Homoneura tanganyikae ingår i släktet Homoneura och familjen lövflugor.
Artens utbredningsområde är Tanzania. Inga underarter finns listade i Catalogue of Life.